# 布鲁 (多尔多涅省)
布鲁（法語：Bourrou，法語發音：[buʁu]）是法国多尔多涅省的一个市镇，属于佩里格区。

## 地理
布鲁（45°2'43"N, 0°35'50"E）面积9.13 平方千米，位于法国新阿基坦大区多爾多涅省，该省份为法国西南部内陆省份，是法國本土面积第三大的省，大致对应佩里戈尔地区，北起顺时针与夏朗德省、上维埃纳省、科雷兹省、洛特省、洛特-加龙省、吉倫特省和滨海夏朗德省接壤。
与布鲁接壤的市镇（或旧市镇、城区）包括：韦恩河畔芒扎克、维朗布拉尔、杜维尔、格兰-博尔达斯、若尔、塞尔河畔圣保罗。

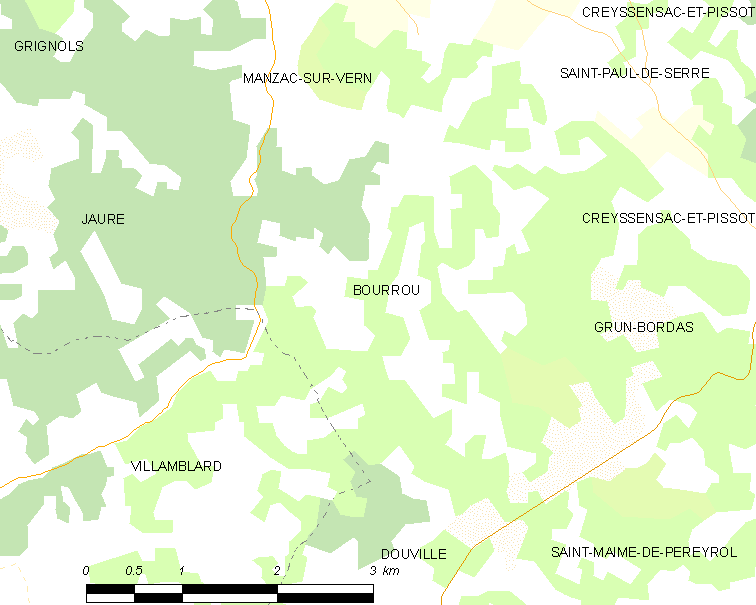
的OSM定位图

布鲁的时区为UTC+01:00、UTC+02:00（夏令时）。

## 行政
布鲁的邮政编码为24110，INSEE市镇编码为24061。

## 政治
布鲁所属的省级选区为中佩里戈尔县。

## 人口

1962-2008年间人口变化图示

布鲁于2022年1月1日时的人口数量为132人。